# Anisodactylus pitychrous
Anisodactylus pitychrous är en skalbaggsart som beskrevs av Leconte 1861. Anisodactylus pitychrous ingår i släktet Anisodactylus och familjen jordlöpare. Inga underarter finns listade i Catalogue of Life.